# دون بارتون
دون بارتون (بالإنجليزية: Don Barton)‏ هو لاعب كرة قدم أمريكية أمريكي، ولد في 29 مايو 1930، وتوفي في 16 يوليو 2006.